# Línea 5 (TUCARSA)
La línea 5 de la red de autobuses urbanos de Cartagena (TUCARSA) une Lo Campano con Los Gabatos y La Vaguada.

## Características
Esta línea une Lo Campano con las poblaciones de La Vaguada y Los Gabatos, a través de dos subrutas. No es posible tomar la línea para desplazarse entre La Vaguada y Los Gabatos, siendo necesario para ello al menos un transbordo.
Desde el 9 de junio de 2021, algunas expediciones llegan a la barriada de El Plan.
Desde el 1 de mayo de 2023, algunas expediciones con origen/destino La Vaguada efectúan parada junto al campus de Cartagena de la UCAM.
Es operada por ALSA (TUCARSA).

### Frecuencias
| > Sentido Los Gabatos >                                                          | > Sentido Los Gabatos >                                                          | > Sentido La Vaguada >                             | > Sentido La Vaguada >                             |
| Lunes a viernes laborables (excepto agosto)                                      |                                                                                  |                                                    |                                                    |
| De 7:15 a 21:45                                                                  | cada 30 minutos                                                                  | A 6:30                                             | A 6:30                                             |
| De 7:15 a 21:45                                                                  | cada 30 minutos                                                                  | De 7:00 a 11:00                                    | cada 30 minutos                                    |
| De 7:15 a 21:45                                                                  | cada 30 minutos                                                                  | De 11:30 a 22:00                                   | cada 30 minutos                                    |
| Salidas que llegan hasta El Plan: 7:15, 9:15, 11:15, 13:45, 15:45, 17:45 y 20:15 | Salidas que llegan hasta El Plan: 7:15, 9:15, 11:15, 13:45, 15:45, 17:45 y 20:15 | *Pasa por el campus de la UCAM sólo días lectivos. | *Pasa por el campus de la UCAM sólo días lectivos. |
| Lunes a viernes laborables (Agosto)                                              |                                                                                  |                                                    |                                                    |
| De 7:15 a 13:45                                                                  | cada 30 minutos                                                                  | De 6:30 a 15:00                                    | cada 30 minutos                                    |
| De 13:45 a 20:45                                                                 | cada hora                                                                        | De 16:15 a 21:15                                   | cada hora                                          |
| Sábados laborables                                                               |                                                                                  |                                                    |                                                    |
| De 6:45 a 21:45                                                                  | cada hora                                                                        | De 7:15 a 21:15                                    | cada hora                                          |
| Domingos y festivos                                                              |                                                                                  |                                                    |                                                    |
| De 7:45 a 21:45                                                                  | cada hora                                                                        | De 7:15 a 21:15                                    | cada hora                                          |

| Salida de Los Gabatos                                                         | Salida de Los Gabatos                                                         | Salida de La Vaguada                               | Salida de La Vaguada                               |
| Lunes a viernes laborables (excepto agosto)                                   |                                                                               |                                                    |                                                    |
| De 6:30 a 21:30                                                               | cada 30 minutos                                                               | De 6:45 a 11:45                                    | cada 30 minutos                                    |
| De 6:30 a 21:30                                                               | cada 30 minutos                                                               | De 12:15 a 14:45                                   | cada 30 minutos                                    |
| De 6:30 a 21:30                                                               | cada 30 minutos                                                               | De 15:15 a 22:15                                   | cada 30 minutos                                    |
| Salidas con paso por El Plan: 8:00, 10:00, 12:00, 14:30, 16:30, 18:30 y 21:00 | Salidas con paso por El Plan: 8:00, 10:00, 12:00, 14:30, 16:30, 18:30 y 21:00 | *Pasa por el campus de la UCAM sólo días lectivos. | *Pasa por el campus de la UCAM sólo días lectivos. |
| Lunes a viernes laborables (agosto)                                           |                                                                               |                                                    |                                                    |
| De 6:30 a 14:30                                                               | cada 30 minutos                                                               | De 6:45 a 13:45                                    | cada 30 minutos                                    |
| De 14:30 a 20:30                                                              | cada hora                                                                     | A 14:45                                            | A 14:45                                            |
| De 14:30 a 20:30                                                              | cada hora                                                                     | De 15:00 a 21:00                                   | cada hora                                          |
| Sábados laborables                                                            |                                                                               |                                                    |                                                    |
| De 6:30 a 20:30                                                               | cada hora                                                                     | De 8:00 a 21:00                                    | cada hora                                          |
| A 21:30                                                                       |                                                                               | De 8:00 a 21:00                                    | cada hora                                          |
| Domingos y festivos                                                           |                                                                               |                                                    |                                                    |
| De 7:30 a 20:30                                                               | cada hora                                                                     | De 7:00 a 21:00                                    | cada hora                                          |
| A 21:30                                                                       |                                                                               | De 7:00 a 21:00                                    | cada hora                                          |
| Hasta la Plaza de las Puertas de San José.                                    |                                                                               |                                                    |                                                    |

## Recorrido y paradas

### Sentido Los Gabatos / La Vaguada
| Parada                                                | Parada                                       | Común con                                      | Común con                    |
| ----------------------------------------------------- | -------------------------------------------- | ---------------------------------------------- | ---------------------------- |
| Lo Campano - Cementerio                               |                                              |                                                |                              |
| Lo Campano                                            |                                              |                                                |                              |
| Avda. Pedro Sánchez Meca (Impar) - Virgen del Rosario |                                              |                                                |                              |
| Avda. Pedro Sánchez Meca (Impar) - Conde de Ricla     |                                              |                                                |                              |
| Avda. Pedro Sánchez Meca - Batería                    |                                              |                                                |                              |
| Avda. Pedro Sánchez Meca - Rambla                     |                                              |                                                |                              |
| Avda. Pedro Sánchez Meca - Puente Viejo               |                                              |                                                |                              |
| Paseo de las Delicias (Impar) - Santiago              |                                              |                                                |                              |
| Paseo de las Delicias (Impar) - Plaza del Pescador    |                                              |                                                |                              |
| Paseo de las Delicias (Impar) - Mompeán               |                                              |                                                |                              |
| Capitanes Ripoll - Carlos III                         | Capitanes Ripoll - Carlos III                | 18                                             | 18                           |
| Alfonso XIII - Asamblea Regional                      | Alfonso XIII - Asamblea Regional             | 1 2 4 6 7 12 14 18 24 41 42A                   | 1 2 4 6 7 12 14 18 24 41 42A |
| Alfonso XIII - ONCE (Frente)                          | Alfonso XIII - ONCE (Frente)                 | 1 2 4 6 7 12 14 18 24 42A                      | 1 2 4 6 7 12 14 18 24 42A    |
| Alfonso XIII - Bingo (Frente)                         | Alfonso XIII - Bingo (Frente)                | 1 2 4 6 7 12 14 24                             | 1 2 4 6 7 12 14 24           |
| Alfonso XIII - Adoratrices                            | Alfonso XIII - Adoratrices                   | 4 6 7 12 14 24                                 | 4 6 7 12 14 24               |
| Alameda de San Antón (Par) - Plaza de España          | Alameda de San Antón (Par) - Plaza de España | 6 7 8 12 14 30 41                              | 6 7 8 12 14 30 41            |
| Alameda de San Antón - Reina Victoria                 | Alameda de San Antón - Reina Victoria        | 6 7 8 12 14                                    | 6 7 8 12 14                  |
| Alameda de San Antón - Trafalgar                      | Alameda de San Antón - Trafalgar             | 6 7 8 12 14                                    | 6 7 8 12 14                  |
| Sebastián Feringán (Par) - Escudo                     | Sebastián Feringán (Par) - Escudo            | 3 6 12 30                                      | 3 6 12 30                    |
| Sebastián Feringán (Par) - Perpetuo Socorro           | Sebastián Feringán (Par) - Perpetuo Socorro  | 3 6 12                                         | 3 6 12                       |
| Infantes de Carrión - Álvar Fáñez                     |                                              |                                                |                              |
| Álvar Fáñez - Doña Sol                                |                                              |                                                |                              |
| Gema - Doña Urraca                                    |                                              |                                                |                              |
| Gema - Amatista                                       |                                              |                                                |                              |
| Gema - Rubí                                           |                                              |                                                |                              |
| Sierra de Cazorla (Par) - Avda. Nueva Cartagena       |                                              |                                                |                              |
| Mulhacén (Par) - Picos de Europa                      |                                              |                                                |                              |
| A partir de AQUÍ se bifurcan las dos rutas:           |                                              |                                                |                              |
| Sentido: Los Gabatos                                  | Sentido: Los Gabatos                         | Sentido: La Vaguada                            | Sentido: La Vaguada          |
| Parada                                                | Común con                                    | Parada                                         | Común con                    |
| Cementerio de San Antonio Abad (Frente)               |                                              | UCAM (solo algunas expediciones)               |                              |
| Porto Alegre - Emperatriz                             |                                              | Vargas Ponce (Par) - Nueva                     |                              |
| Emperatriz (Impar) - Sabadell                         |                                              | Vargas Ponce (Par) - Dionisia Martínez         |                              |
| Emperatriz - Brasil                                   |                                              | Descubrimiento de América (Par) - Viña del Mar |                              |
| Paraguay - Cabo de Creus                              |                                              | Viña del Mar - Juan de Castañeda               |                              |
| Paraguay - Avda. San Juan Bosco                       |                                              | Cuzco - Avda. La Española                      |                              |
| Avda. San Juan Bosco - Río Miño                       | 41                                           | Cuzco (Par) - Sucre                            |                              |
| Avda. San Juan Bosco - Colegio (Frente)               |                                              | Urb. La Loma                                   |                              |
| Avda. San Juan Bosco - Supermercado                   |                                              |                                                |                              |
| Ctra. Los Dolores - El Chaparral                      |                                              |                                                |                              |
| El Plan                                               |                                              |                                                |                              |
| Barriada California - Fábrica de las Lámparas         |                                              |                                                |                              |

### Sentido Lo Campano
| Desde: Los Gabatos                                  | Desde: Los Gabatos                               | Desde: La Vaguada                                | Desde: La Vaguada               |
| Parada                                              | Común con                                        | Parada                                           | Común con                       |
| El Plan                                             |                                                  | Urb. La Loma                                     |                                 |
| Barriada California - Fábrica de las Lámparas       |                                                  | Cuzco (Impar) - Sucre                            |                                 |
| Ctra. Los Dolores - El Chaparral                    |                                                  | Avda. La Española - Colegio La Vaguada           |                                 |
| Avda. San Juan Bosco - Supermercado (Frente)        |                                                  | Descubrimiento de América (Impar) - Viña del Mar |                                 |
| Avda. San Juan Bosco - Colegio                      |                                                  | Vargas Ponce (Impar) - Dionisia Martínez         |                                 |
| Avda. San Juan Bosco - Méjico                       | 41                                               | Vargas Ponce (Impar) - Nueva                     |                                 |
| Avda. San Juan Bosco - Paraguay                     |                                                  | UCAM (solo algunas expediciones)                 |                                 |
| Paraguay - Venezuela                                |                                                  |                                                  |                                 |
| Emperatriz - Perú                                   |                                                  |                                                  |                                 |
| Emperatriz (Par) - Sabadell                         |                                                  |                                                  |                                 |
| Porto Alegre - Río de Janeiro                       |                                                  |                                                  |                                 |
| Cementerio de San Antonio Abad                      |                                                  |                                                  |                                 |
| A partir de AQUÍ el itinerario es común:            |                                                  |                                                  |                                 |
| Parada                                              | Parada                                           | Común con                                        | Común con                       |
| Mulhacén (Impar) - Picos de Europa                  |                                                  |                                                  |                                 |
| Sierra de Cazorla (Impar) - Avda. Nueva Cartagena   |                                                  |                                                  |                                 |
| Turquesa - Rubí                                     |                                                  |                                                  |                                 |
| Turquesa - Amatista                                 |                                                  |                                                  |                                 |
| Turquesa - Doña Sol                                 |                                                  |                                                  |                                 |
| Sancho IV - Juglar Pero Abad                        |                                                  |                                                  |                                 |
| Sebastián Feringán (Impar) - Perpetuo Socorro       | Sebastián Feringán (Impar) - Perpetuo Socorro    | 3 6 12                                           | 3 6 12                          |
| Alameda de San Antón - Escudo                       | Alameda de San Antón - Escudo                    | 6 7 9 12 14                                      | 6 7 9 12 14                     |
| Alameda de San Antón - Carlos V                     | Alameda de San Antón - Carlos V                  | 6 7 9 12 14                                      | 6 7 9 12 14                     |
| Alameda de San Antón - Soldado Rosique              | Alameda de San Antón - Soldado Rosique           | 6 7 9 12 14                                      | 6 7 9 12 14                     |
| Alameda de San Antón (Impar) - Plaza de España      | Alameda de San Antón (Impar) - Plaza de España   | 6 7 9 12 14 30 41                                | 6 7 9 12 14 30 41               |
| Alfonso XIII - Jiménez de La Espada                 | Alfonso XIII - Jiménez de La Espada              | 4 6 7 12 14 24                                   | 4 6 7 12 14 24                  |
| Alfonso XIII - Bingo                                | Alfonso XIII - Bingo                             | 1 2 4 6 7 12 14 24                               | 1 2 4 6 7 12 14 24              |
| Alfonso XIII - ONCE                                 | Alfonso XIII - ONCE                              | 1 2 4 6 7 12 14 18 24 42A                        | 1 2 4 6 7 12 14 18 24 42A       |
| Alfonso XIII - Asamblea Regional (Frente)           | Alfonso XIII - Asamblea Regional (Frente)        | 1 2 4 6 7 12 14 18 24 30 41 42A                  | 1 2 4 6 7 12 14 18 24 30 41 42A |
| Plaza de las Puertas de San José - Trovero Marín    | Plaza de las Puertas de San José - Trovero Marín | 18                                               | 18                              |
| Paseo de las Delicias (Par) - Mompeán               |                                                  |                                                  |                                 |
| Paseo de las Delicias (Par) - Plaza del Pescador    |                                                  |                                                  |                                 |
| Paseo de las Delicias (Par) - Santiago              |                                                  |                                                  |                                 |
| Francisco Jorquera - Rambla                         |                                                  |                                                  |                                 |
| Francisco Jorquera - Bardiza                        |                                                  |                                                  |                                 |
| Batería - Avda. Pedro Sánchez Meca                  |                                                  |                                                  |                                 |
| Avda. Pedro Sánchez Meca (Par) - Conde de Ricla     |                                                  |                                                  |                                 |
| Avda. Pedro Sánchez Meca (Par) - Virgen del Rosario |                                                  |                                                  |                                 |
| Lo Campano                                          |                                                  |                                                  |                                 |
| Lo Campano - Cementerio                             |                                                  |                                                  |                                 |